# Santa Rita do Pardo
Santa Rita do Pardo is een gemeente in de Braziliaanse deelstaat Mato Grosso do Sul. De gemeente telt 7.454 inwoners (schatting 2009).
De gemeente grenst aan Brasilândia, Bataguassu, Ribas do Rio Pardo en Presidente Epitácio.